# Egtved
Egtved er en by i Sydjylland med 2.457 indbyggere  (2024), beliggende 19 km sydøst for Billund, 26 km nordøst for Vejen, 23 km nordvest for Kolding og 19 km sydvest for kommunesædet Vejle. Byen hører til Vejle Kommune og ligger i Region Syddanmark.
Egtved hører til Egtved Sogn. I byen ligger Egtved Kirke, som er en romansk kirke opført i år 1170. Tårnet er fra 1863.

## Seværdigheder
3 km nordvest for Egtved blev Egtvedpigen fundet i 1921, da en gårdejer ville fjerne de sidste rester af en gravhøj. Pigen var begravet i en kiste af træstammer, der kunne dateres til år 1370 f.Kr.. Klædedragten var velbevaret og gav ny viden om bronzealderen. Gravhøjen på 22 m i diameter og 4 m i højden er rekonstrueret, og ved siden af højen har VejleMuseerne en lille udstilling med kopier af klædedragten og egetræskisten. Det originale fund er på Nationalmuseet i København.
Egtved-runestenen blev fundet ved restaurering af Egtveds kirkegårdsdige i 1863 og er anbragt i kirkens våbenhus.
4 km nordvest for byen ligger den fredede Nybjerg Mølle, der første gang nævnes i 1548, men i sin nuværende skikkelse er opført i 1850 som del af en virksomhed med brændevinsbrænderi (opført 1848), stamperi og maltgøreri.
Egtved Museum blev stiftet i 1982 på Højvanggård, der ejes af Vejle Kommune. Museet har to længer med udstillinger og en længe med cafe og foredragssal til 100 personer.
Billedhuggeren Robert Jacobsen (1912-93), der i sine sidste mange år boede på et landsted i Tågelund 5 km vest for Egtved, skabte i sidste halvdel af 1980'erne sammen med en fransk kollega en "landskabsskulptur" i Tørskind grusgrav 5 km nord for Egtved.

## Faciliteter
Egtved Skoles ældste del er opført i 1958, og skolen har senere fået flere store udvidelser, senest i 2007 med et musikhus, der også fungerer som musikskole uden for skoletid. Skolen har 426 elever, fordelt på 0.-9. klassetrin. Heraf går 31 i en kommunal centerafdeling på Overgårdens Skole. Skolen har 71 ansatte, heraf 39 i faste lærerstillinger. SFO for 2.-6. årgang (klubben) har til huse i Egtved Idræts- og Multicenter, der ligger ved siden af skolen og blev indviet i august 2016. Ved siden af centret er der en svømmehal med to svømmebassiner, en kold og en varm. I den kolde er der også en vippe.
Egtved har to børnehaver ved siden af hinanden. Solsikken har de mindre børn og kan tilbyde vuggestuepladser; Tusindfryd har førskolebørnene. Plejecenter Hejlskov består af 5 huse med 10 beboere i hvert. Centret blev taget i brug i 2005, hvor beboerne blev flyttet fra det tidligere plejecenter Egetoft i Egtved.
Egtved Forsamlingshus var oprindeligt et af skyttebevægelsens øvelseshuse, tegnet af bygmester Andreas Bentsen fra Vallekilde Højskole. Omkring år 1900 fik man den lille sal, hvor der var scene indtil 1936, hvor der igen blev bygget til. Husets store sal har scene og plads til 170 personer, den lille sal har plads til 60 personer, og der er service til 200. Egtved Hotel har værelser og krostue, men ikke egentlig restaurant.
Egtved var kommunesæde i Egtved Kommune, der eksisterede 1970-2006. Rådhuset har herefter fungeret som borger- og kulturhuset Roberthus, opkaldt efter Robert Jacobsen. Huset rummer stadig kommunale faciliteter som borgerservice og bibliotek, og Landdistrikternes Fællesråd har lokaler her. I huset er der også etableret en udviklingspark, der tilbyder kontorfaciliteter og services til iværksættere og små virksomheder.

## Historie
I 1682 bestod Egtved landsby af 11 gårde. Det samlede dyrkede areal udgjorde 366,9 tønder land skyldsat til 43,03 tønder hartkorn. Dyrkningsformen var græsmarksbrug med tægter.
I 1879 beskrives byen således: "Egtved Kirke tæt ved Byen af samme Navn; Byerne Egtved med Skole, Præstegaard, Apothek, Veirmølle og Kro med Brændeviinsbrænderi".

### Stationsbyen
Egtved fik endestation på Kolding-Egtved Jernbane (1898-1930). Stationen havde 1 perronspor og 2 omløbsspor, hvoraf det yderste havde stikspor til kulgård, drejeskive, lokomotivremise og vandkran. Vest for stationsbygningen var der læssespor med varehus, vognvægt og stikspor i begge ender. Omkring 1915 blev der anlagt sidespor til Jydsk Andels Foderforretning.
I 1904 omtales byen således: "Egtved (1340: Ekthyuf, 1399: Eythwet), ved Landevejenes Krydsning, stor, opvoksende Landsby, 1/2 1901 med 157 Huse og 734 Indb., med Kirke, Præstegd., Skole, Missionshus (opf. 1890), Forsamlingshus (opf. 1885), Apotek, Lægebolig, Sparekasse (opr. 1885...Antal af Konti 499), Mølle, Andelsmejeri, Teglværk, Købmandshdlr., Haandværkere m. m. samt Kro, Jærnbane-, Telegraf- og Telefonst."